# Thế kỷ 7 TCN
Thế kỷ 7 TCN bắt đầu vào ngày đầu tiên của năm 700 TCN và kết thúc vào ngày cuối cùng của năm 601 TCN.